# 于中赤
于中赤（1958年—），黑龙江北安人，汉族，中华人民共和国政治人物、第十二届全国人民代表大会吉林地区代表。
毕业于长春理工大学企业管理专业，加入中国共产党，歷任中国兵器工业集团东北工业集团公司董事长、党委书记，現為吉林东光集团总经理兼党委书记。2013年，被选为全国人大代表。2018年2月24日，当选为第十三届全国人大代表。